# 趙杲娘
赵杲娘（越南语：／，?—?），南北朝南梁朱䳒酋长赵肃的孙女，越南前李朝赵越王赵光复的女儿。
548年，前李朝万春国皇帝李贲死后，赵光复成为君主，号称赵越王。李贲的族人李佛子与赵光复争夺越南的君位。557年，二人议和，李佛子的儿子李雅郎向赵杲娘求婚。赵光复同意了，他钟爱女儿杲娘，李雅郎入赘赵家。570年，李雅郎问赵杲娘，岳父靠什么本事抵挡他父亲的兵马。赵杲娘秘密把父亲赵光复的龙爪兜鍪给李雅郎看。李雅郎回家探亲，秘密联络父亲李佛子，攻打赵光复。571年，赵光复败于李佛子，带着女儿逃到大鸦海口。赵光复跳海自杀，赵杲娘不知所踪。